# Salón internacional de campeones de fútbol
El Salón internacional de campeones de fútbol (en. International Football Hall of Champions), conocido por sus siglas IFHOC, fue desde 1997 hasta el 2000, coincidentes con su periodo de actividad una institución sin fines de lucro que recibió apoyo logístico de la FIFA con la finalidad de crear un salón de la fama que reuniera a aquellos jugadores, dirigentes, árbitros, clubes y seleccionados que, según la conclusión del jurado, contribuyeron al desarrollo, difusión y popularidad del deporte.
Éste, conocido como el Salón de los Campeones, tuvo como objetivo no sólo hacer la crónica de la historia del fútbol, sino también para capturar la pasión y la emoción tan esencial para el conocido como el "deporte rey". Fue concebido por la International Sports & Entertainment Concepts (ISEC) de Atlenta para paliar la no-existencia de un estamento que recogiese la memoria del deporte más popular del mundo. La misión del ISEC fue crear una experiencia de fútbol en favor de los aficionados al fútbol y presentar un tributo a su historia. 
El salón celebraba las vidas y carreras de las grandes figuras del fútbol, los conocidos como inductees (reclutas o investidos), divididos en las siguientes categorías: jugadores, directivos, árbitros, medios informativos innovadores, pioneros, equipos y "por el bien de juego" —categoría con el lema de la FIFA que denota aquellos cuya contribución al fútbol cae fuera de las otras categorías—. La elegibilidad para el Salón de los Campeones se basa tanto en el éxito deportivo así como en una contribución constante a la imagen positiva del juego del fútbol. A través de sus reclutas, el Salón pretende promover no sólo los valores de excelencia y los logros, sino también los de la deportividad y el juego limpio.
Criticado por su eurocentrismo, el proyecto no tuvo continuidad debido a la quiebra del socio de mercadeo de FIFA, el International Sports and Leisure (ISL) a finales del 2000.

## Salón de la fama
Los fallos anuales eran anunciados durante la gala del Jugador Mundial de la FIFA hasta que el proyecto se vio interrumpido. Para poder ser seleccionado el profesional debe haber participado como mínimo un total de diez años en competición internacional oficial, bien por confederación o federación nacional, y haber tenido influencia y buenos valores en el mundo del fútbol además de sumar cinco años desde su retiro profesional. Un total de veintisiete periodistas y personalidades influyentes del mundo del fútbol eran los encargados de designar a los posibles electos antes de su elección final tras votación. Tres personas del jurado eran de habla hispana: un integrante del Diario Mundo Deportivo y otro de la extinta revista Don Balón de España, mientras que por Uruguay lo hacía un representante del programa Estadio Uno.
Hasta que el proyecto cesó un total de veintiún futbolistas fueron agregados al salón de la fama, siendo los brasileños y los ingleses los más representados con tres jugadores, seguidos por los italianos, neerlandeses, franceses, alemanes y españoles —nacionalizados estos dos últimos— con dos presencias.

### 1997
En su primera edición diez futbolistas, dos entrenadores, un club y una selección fueron incluidos en el salón de la fama.
| Jugadores          | Entrenadores                             | Equipos                    | Equipos             |
| Jugadores          | Entrenadores                             | Club                       | Selección           |
| ------------------ | ---------------------------------------- | -------------------------- | ------------------- |
| Franz Beckenbauer  | Rinus Michels (Sel. de los Países Bajos) | Real Madrid Club de Fútbol | Selección de Brasil |
| Stanley Matthews   | Rinus Michels (Sel. de los Países Bajos) | Real Madrid Club de Fútbol | Selección de Brasil |
| Bobby Charlton     | Rinus Michels (Sel. de los Países Bajos) | Real Madrid Club de Fútbol | Selección de Brasil |
| Pelé               | Rinus Michels (Sel. de los Países Bajos) | Real Madrid Club de Fútbol | Selección de Brasil |
| Johan Cruyff       | Rinus Michels (Sel. de los Países Bajos) | Real Madrid Club de Fútbol | Selección de Brasil |
| Michel Platini     | Matt Busby (Manchester United F. C.)     | Real Madrid Club de Fútbol | Selección de Brasil |
| Alfredo Di Stéfano | Matt Busby (Manchester United F. C.)     | Real Madrid Club de Fútbol | Selección de Brasil |
| Ferenc Puskás      | Matt Busby (Manchester United F. C.)     | Real Madrid Club de Fútbol | Selección de Brasil |
| Eusébio da Silva   | Matt Busby (Manchester United F. C.)     | Real Madrid Club de Fútbol | Selección de Brasil |
| Lev Yashin         | Matt Busby (Manchester United F. C.)     | Real Madrid Club de Fútbol | Selección de Brasil |

| Árbitro        | Media                                   | Pionero            | Bien del fútbol                |
| -------------- | --------------------------------------- | ------------------ | ------------------------------ |
| Michel Vautrot | Jacques Goddet (L'Auto/Tour de Francia) | Jules Rimet (FIFA) | Horst Dassler (Adidas-Francia) |

### 1998
En su segunda edición cinco futbolistas, un entrenador, un club y una selección fueron incluidos en el salón de la fama.
| Jugadores     | Entrenador                             | Equipos                          | Equipos               |
| Jugadores     | Entrenador                             | Club                             | Selección             |
| ------------- | -------------------------------------- | -------------------------------- | --------------------- |
| Just Fontaine | Bill Shankly (Liverpool Football Club) | Amsterdamsche Football Club Ajax | Selección de Alemania |
| Gerd Müller   | Bill Shankly (Liverpool Football Club) | Amsterdamsche Football Club Ajax | Selección de Alemania |
| Garrincha     | Bill Shankly (Liverpool Football Club) | Amsterdamsche Football Club Ajax | Selección de Alemania |
| Bobby Moore   | Bill Shankly (Liverpool Football Club) | Amsterdamsche Football Club Ajax | Selección de Alemania |
| Dino Zoff     | Bill Shankly (Liverpool Football Club) | Amsterdamsche Football Club Ajax | Selección de Alemania |

| Árbitro     | Media                     | Pionero              | Bien del fútbol       |
| ----------- | ------------------------- | -------------------- | --------------------- |
| Jack Taylor | Jacques Ferran (L'Équipe) | Fernand Sastre (FFF) | João Havelange (FIFA) |

### 1999
En su tercera edición cuatro futbolistas, un entrenador, un club y una selección fueron incluidos en el salón de la fama.
| Jugadores                   | Entrenador                           | Equipos               | Equipos             |
| Jugadores                   | Entrenador                           | Club                  | Selección           |
| --------------------------- | ------------------------------------ | --------------------- | ------------------- |
| Marco van Basten            | Vittorio Pozzo (Selección de Italia) | Fútbol Club Barcelona | Selección de Italia |
| George Best                 | Vittorio Pozzo (Selección de Italia) | Fútbol Club Barcelona | Selección de Italia |
| Waldir Pereira Didí         | Vittorio Pozzo (Selección de Italia) | Fútbol Club Barcelona | Selección de Italia |
| Arthur Antunes Coimbra Zico | Vittorio Pozzo (Selección de Italia) | Fútbol Club Barcelona | Selección de Italia |

### 2000
Debido a la poca proyección se ofrecen pocas fuentes sobre los resultados del último año, por lo que solo hay constancia de dos jugadores seleccionados y los clubes nominados a la inclusión —los resultados finales no fueron publicados—, siendo las categorías que más interés suscitaron.
| Jugadores       | Entrenador | Equipos                                                                           | Equipos   |
| Jugadores       | Entrenador | Club                                                                              | Selección |
| --------------- | ---------- | --------------------------------------------------------------------------------- | --------- |
| José Andrade    |            | Nominados: CA Boca Juniors; Manchester United FC; Juventus FC; y FC Bayern Munich |           |
| Giuseppe Meazza |            | Nominados: CA Boca Juniors; Manchester United FC; Juventus FC; y FC Bayern Munich |           |